# Апостол Пуд
Апостол Пуд је био један од седамдесет Христових апостола. Апостол Павле га спомиње у својој Другој посланици Тимотеју (2 Тим 4,21). 
Пуд је имао високи положај у римском Сенату. У свој дом примао је апостоле и хришћане, који су се скривали од прогона. Његов дом је касније претворен у цркву, у којој је богослужења држао и свети апостол Петар.
Православна црква га прославља 15. априла по јулијанском календару.